# 京葉シーバース

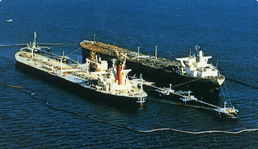
京葉シーバース

京葉シーバース（けいようシーバース）は千葉県袖ケ浦市沖約8kmの東京湾にあるシーバースである。運営主体は京葉シーバース株式会社。
長さ470m、幅54m、水深20.5m。20万トン級タンカー2隻の接岸が可能であり、海底下を通るパイプラインによって京葉工業地域内の4箇所の製油所（コスモ石油株式会社千葉製油所・大阪国際石油精製株式会社千葉製油所・出光興産株式会社千葉製油所・富士石油株式会社袖ケ浦製油所）に繋がっている。

## 京葉シーバースの成り立ち

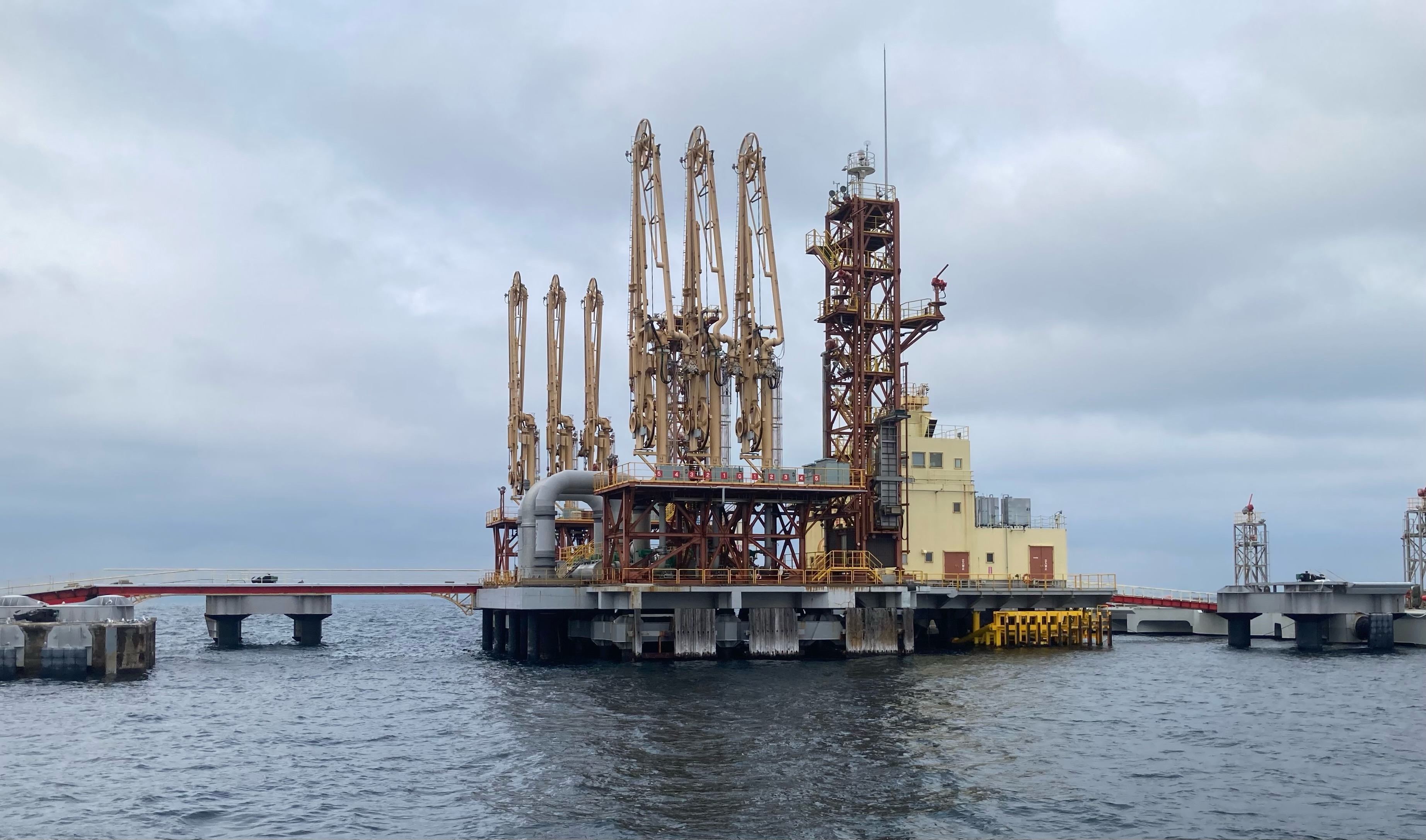
南側海上から見た京葉シーバース。2023年11月12日撮影。

京葉臨海工業地帯に立地する、丸善石油株式会社（現コスモ石油株式会社）・極東石油工業株式会社（現大阪国際石油精製株式会社）・出光興産株式会社・富士石油株式会社の石油精製4社は、原油タンカーの巨大化の趨勢に対処するために十分な水深を有する海上バースの設置が必要であると結論。タンカーなど大型船舶の東京湾における航行安全の問題などを考慮し、４社共同で海上バースを設置する事で意見が一致。

この４社合意を受けて海上バースの建設協議会を設置し、共同バース建設の経済性等の検討を行い、運輸省（現：国土交通省）、通商産業省（現：経済産業省）、千葉県など行政機関とも摺り合わせと調整をし、バースの規模､位置、建設時期、工法等の具体的検討が行われた。

1967年（昭和42年）2月　京葉シーバース株式会社を設立、1968年（昭和43年）7月31日に完成した。8月11日に初めてのタンカー「飛燕丸」が着桟。

## 運営会社概要

### 社名
- 京葉シーバース株式会社

### 所在地
- 千葉県袖ケ浦市長浦拓1-1-18

### 創立
- 1967年（昭和42年）2月10日

### 資本金
- 2億円

### 建物
- 鉄筋コンクリート2階建　2棟

### 敷地面積
- 3300平方メートル

### 本館延面積
- 1013平方メートル

### 別館延面積
- 535平方メートル

## 京葉シーバースの概要

### 位置
- 北緯35°30′41.6″　東経139°56′13.1″　袖ケ浦沖合8.0km

### 型式
- ドルフィン桟橋両面接岸式

### 規模
- 全長470m　幅54m（水深20.5m）

### 設備
- ローディングプラットフォーム（作業床）
- 連絡橋
- ドルフィン
  - ブレスティングドルフィン
  - ムアリングドルフィン
- 係留設備
  - ストームウィンチ
  - ストームワイヤー
  - クイックリリーズフック
- 昇降用ラダー
- 原油受け入れ配管　44B、50B
- 原油揚荷用ローディングアーム（16B、緊急離脱装置付き）
  - 送油能力　4000kL/h×3本（合計　12000kL/h）
- 給油用ローディングアーム
  - 原油船側（10B）　2基
  - 給油船側（8B）　 1基
- 管制棟
  - 1階　待合室、機械室
  - 2階　食堂、仮眠室
  - 3階　監視室
- 陸電設備
- 非常用発電設備

### 海底パイプライン
- 出光ライン　7800m
- 富士ライン　7300m
- コスモ・東燃（極東）ライン　10000m

### 浮油式オイルフェンス
- 1340m

### 使用鋼管杭
- 径600～1500mm×60m～70m　255本
- 使用鋼材総重量　13600ton

### 作業船
- 五和丸（オイルフェンス展張船、兼作業船）
- 千葉丸（曳船、兼防災船）
- 五葉丸（曳船、兼オイルフェンス展張船）
- 清澄丸（油回収船）

### 建設
- 鹿島建設株式会社